# Conrado Vasquez jr.
Conrado M. Vasquez jr. (Manilla, 6 januari 1940) is een voormalig Filipijns rechter. In 1994 werd Vasquez jr. benoemd als rechter van het Filipijnse Hof van beroep. In 2007 werd hij door president Gloria Macapagal-Arroyo benoemd als voorzittend rechter van het Hof.

## Carrière
Vasquez jr. werd geboren op 6 januari 1940 en is een zoon van Leonor Arcega en Conrado Vasquez sr., een voormalig rechter van het Hooggerechtshof van de Filipijnen en Filipijns ombudsman. Hij behaalde een Associate of Arts-diploma aan de University of the Philippines en behaalde zijn Bachelor-diploma Rechten aan de Manuel L. Quezon University. In 1968 slaagde Vasquez jr. voor het toelatingsexamen van de Filipijnse balie, waarna hij in de advocatuur aan het werk ging. Tegelijkertijd was hij actief in de lokale politiek. Van 1964 tot 1967 was Vasquez jr. gekozen raadslid in zijn woonplaats Biñan. Van 1968 tot 1971 was Vasquez jr. viceburgemeester van Biñan.
In 1986 werd hij benoemd als president van de regionale rechtbank, Branch 118 van Pasay City. In 1994 werd hij benoemd als rechter van het Hof van beroep. In 2007 werd hij door president Gloria Macapagal-Arroyo benoemd als voorzittend rechter van het Hof.
In 2008 kwam het Hof van beroep negatief in het nieuws door hun rol in de GSIS–Meralco omkoopzaak. Rechter Vicente Q. Roxas werd ontslagen en enkele anders rechters waaronder Vasquez werden berispt. Vasquez ontving een zware berisping “vanwege zijn onvermogen om snel en resoluut op te treden en zo te voorkomen dat het imago van het Hof van Beroep werd geschaad”.  
In 2010 werd Vasquez jr. 70 jaar, de leeftijd waarop Filipijnse rechters verplicht met pensioen gaan. Hij werd als voorzittend rechter van Hof vervangen door Andres Reyes, jr.. Hij is getrouwd met Emily Gonzalez. Samen kregen ze vier kinderen.